# Colostygia lotaria
Colostygia lotaria är en fjärilsart som beskrevs av Jean Baptiste Boisduval 1840. Colostygia lotaria ingår i släktet Colostygia och familjen mätare. Inga underarter finns listade i Catalogue of Life.